# Trine Holmsgaard
Trine Dyrholm Holmsgaard (født 4. september 1997 i Sunds) er en cykelrytter fra Danmark, der kører for Adventure Cycling UNITY.

## Karriere
Som 15-årig begyndte hun at cykle hos Herning Cykle Klub. I 2018 skiftede hun til et belgisk hold, hvor hun skulle køre som U/23 rytter.